# Piper perpurgatum
Piper perpurgatum är en pepparväxtart som beskrevs av William Trelease. Piper perpurgatum ingår i släktet Piper och familjen pepparväxter. Inga underarter finns listade i Catalogue of Life.